# 食蟲鶯
，是雀形目森莺科的一种鸟类，属于单型的食虫森莺属（学名：Helmitheros）。
食虫森莺体重约14.16克，翼长约68.3毫米，喙宽度约3.7毫米，喙厚度约4.5毫米，嘴峰长约15.3毫米，跗蹠长约17.7毫米，尾长约48.4毫米。
食虫森莺是候鸟，栖息在森林，它们是食肉动物，主要以昆虫、蜘蛛等陆生无脊椎动物为食。它们分布在美国东部；冬季在墨西哥东南部至巴拿马和大安的列斯群岛越冬。